# Slag bij Hoyerswerda
De Slag bij Hoyerswerda was een betrekkelijk kleine veldslag in de Zevenjarige Oorlog. De slag volgde op de rampzalige Pruisische nederlaag bij Kunersdorf in augustus. Deze kleine overwinning voor Frederik de Grote zorgde, samen met de overwinning bij Korblitz vier dagen eerder onder luitenant-generaal Friedrich August von Finck, ongetwijfeld voor een verbetering in zijn wankele zelfvertrouwen.

## Aanloop
In september 1759 schaduwden verschillende legers onder prins Hendrik van Pruisen, Leopold Joseph von Daun, Frederik en de Rus Pjotr Saltykov elkaar in Silezië. Door middel van een aantal snelle oversteken van de rivier de Oder slaagde Frederik erin de steden Glogau en Breslau uit handen van de Russen te houden, maar hij slaagde er niet in het significante terreinvoordeel te behalen dat hij graag voor de slag had gehad. Ondertussen probeerde Daun zijn grote overwinning bij Kunersdorf te gelde te maken toen hij het nieuws kreeg van de beschamende nederlaag van de Oostenrijkse strijdkrachten in Saksen, tegen een Pruisisch leger dat maar een derde van hun omvang had. Dit nieuws versterkte hem nog eens in zijn voornemen om een beslissende slag uit te delen. Hij liet zijn troepen oprukken naar Görlitz en klom naar hooggelegen terrein om het kamp van prins Hendrik te bekijken, de dichtstbijzijnde en makkelijkst te bereiken tegenstander. Daun verklaarde van zins te zijn om dit kamp vroeg de volgende morgen te bestormen, op 23 september.

## De vijftigurige mars
Helaas voor Daun, maakte prins Hendrik op dat moment al plannen om het gebied te verlaten. Gedurende de avond van zaterdag 22 september verlieten de Pruisische troepen hun tenten en marcheerden stilletjes weg. Ze lieten brandende kampvuren achter en een klein groepje soldaten om voor flink wat geluid te zorgen. Ze trokken eerst op naar Rothenburg, waar ze drie uur rust hielden terwijl twintig mijl zuidwaarts de Oostenrijkse troepen opsprongen en hun lege kampement onder de voet liepen.
Dauns ter verkenning uitgezonden cavalerie wist te melden dat de Pruisische bevoorradingscolonne inmiddels in noordoostelijke richting op weg was naar Glogau. Hij vermoedde dat dit een val was en trok zich terug naar Bautzen. Toen prins Hendrik echter Rothenburg verliet, was dit om in westelijk richting de 18 mijl naar het Saksische dorpje Klitten af te leggen. Na nog eens drie uur rust trokken ze daarna in een geforceerde mars van 20 mijl naar Hoyerswerda op, waar een nietsvermoedende groep van 3000 keizerlijke troepen gelegerd lag, onder het bevel van generaal Wehla.
Generaal Wehla had van zich doen spreken tijdens de belegering van Dresden. Zijn daaropvolgende legering bij Hoyerswerda was als een onderdeel van een linie die de Pruisische troepen in Saksen en Silezië moest verhinderen om zich samen te voegen. De recente gebeurtenissen wezen er echter op dat dit waarschijnlijk niet zou gebeuren, omdat Frederik het druk had met de Russen te verwarren met schijnaanvallen over de Oder, terwijl prins Hendrik nu kennelijk op weg was om zich bij zijn broer in het oosten te voegen. Daun had een aantal dagen eerder zelfs een brief naar Wehla gestuurd waarin hij deze informeerde dat er geen gevaar dreigde op zijn oostelijke flank.

## Het bos uit
Het moet daarom nogal eens schok zijn geweest toen de Pruisische voorhoede, onder de Zwitserse generaal Lentulus, opeens uit de bossen kwam. Wehla verzamelde zijn Kroatische regiment en stelde zijn artillerie op, maar een welgemikt Pruisische salvo veegde door zijn korps. Binnen een paar minuten waren de Oostenrijkers op de vlucht geslagen, was hun generaal gevangengenomen en lagen zeshonderd manschappen dood op het veld. Nu zijn dromen in duigen lagen, was Daun gedwongen zelf naar het westen, richting Saksen, op te trekken om zijn troepen aldaar te versterken. Daardoor waren zijn Russische bondgenoten nu gedwongen het alleen tegen Frederik op te nemen.
Thomas Carlyle noemde de nachtelijke mars van de Pruisen "waarschijnlijk de sluwste prestatie van prins Hendrik ... Door deze volmaakte kleine operatie wist hij Daun als nooit tevoren te verbijsteren, veegde hij zijn ingewikkelde stelsel van vertragingsacties van tafel en wist hij, zo bleek later, de plannen van Daun voor de rest van het jaar te doorkruisen" (History of Friedrich II of Prussia, called Frederick the Great, 1858).